# 新深江駅
新深江駅（しんふかええき）は、大阪府大阪市東成区神路四丁目にある、大阪市高速電気軌道 (Osaka Metro) 千日前線の駅。駅番号はS21。

## 歴史
かつては大阪市営トロリーバスの終点でもあった。

### 年表
- 1969年（昭和44年）9月10日：5号線（現在の千日前線）の今里 - 当駅間延伸時に、同線の終着駅として開業。
- 1981年（昭和56年）12月2日：千日前線が当駅から南巽まで延伸、途中駅となる[1]。
- 2014年（平成26年）6月28日：可動式ホーム柵の使用を開始[2]。
- 2018年（平成30年）4月1日：大阪市交通局の民営化により、大阪市高速電気軌道 (Osaka Metro) の駅となる。

## 駅構造

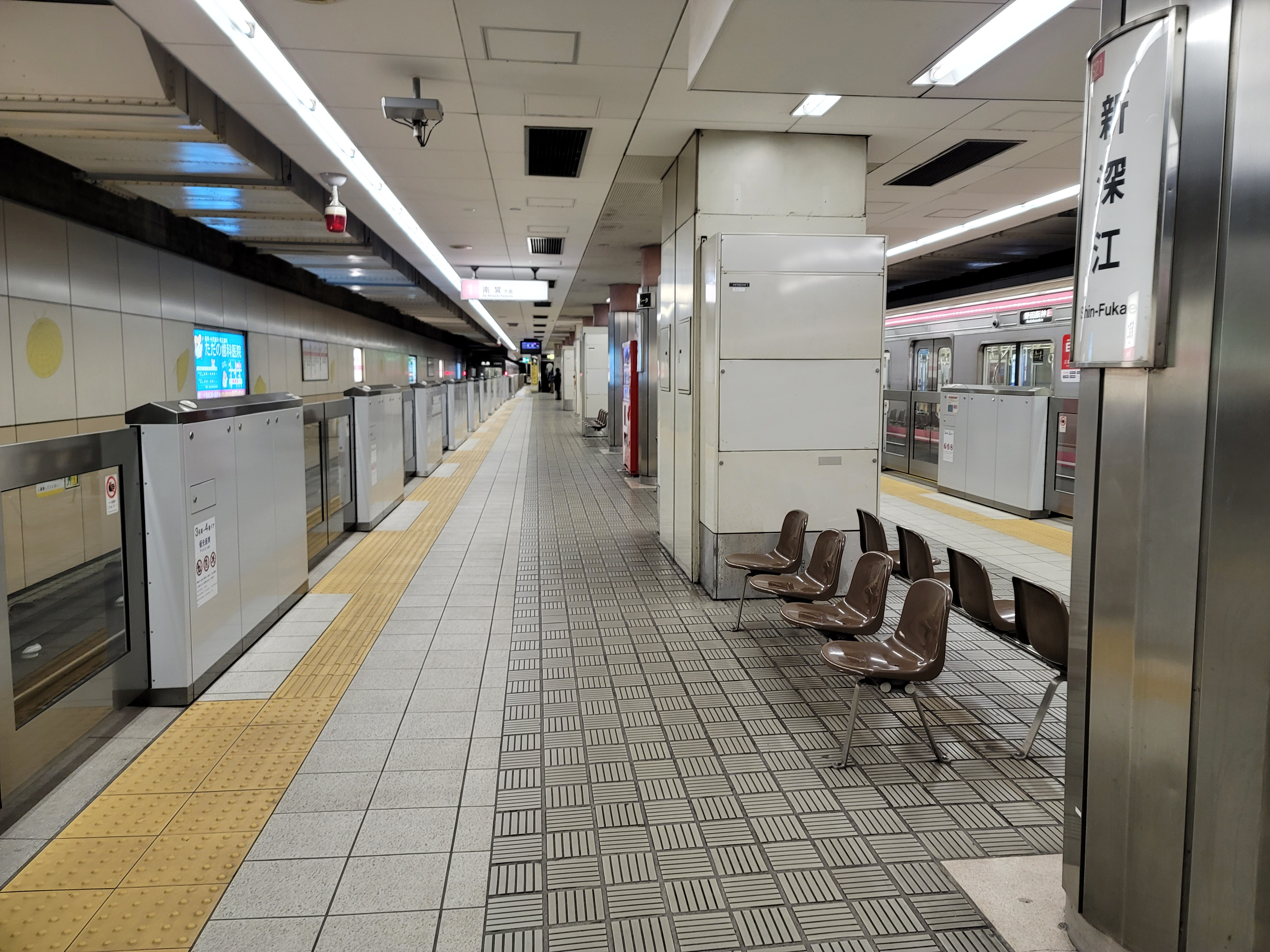
プラットホーム（2022年1月）
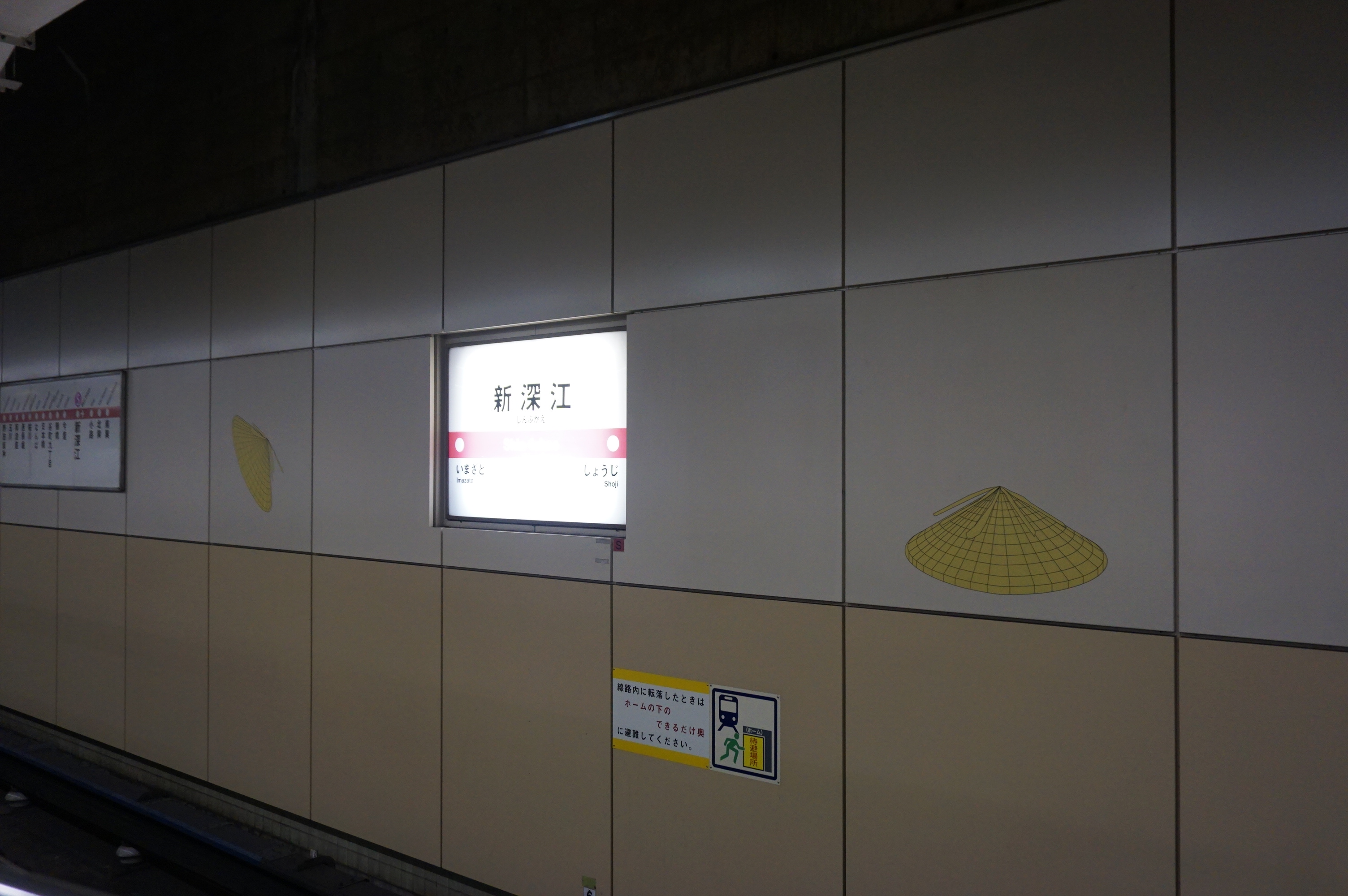
ホームの壁に描かれた菅笠（2019年12月）

島式ホーム1面2線の地下駅。改札口は東西1か所ずつ設けられているが、エレベーターがあるのは東側のみ。
当駅は日本橋管区駅に所属し、今里駅が管轄している。
『深江菅笠ゆかりの地』に因んで、コンコース、ホームの壁には菅笠が描かれている。

### のりば
| 番線 | 路線     | 行先                               |
| ---- | -------- | ---------------------------------- |
| 1    | 千日前線 | 南巽方面                           |
| 2    | 千日前線 | 鶴橋・日本橋・なんば・野田阪神方面 |

### 出口
| 出口番号 | 出口周辺           | 接続改札 | 備考             |
| -------- | ------------------ | -------- | ---------------- |
| 1        |                    | 西改札   |                  |
| 2        |                    | 西改札   |                  |
| 3        | シティバスのりば   | 東改札   |                  |
| 4        | コクヨビル連絡通路 | 東改札   | エレベーターあり |

## 利用状況
2024年11月12日の1日乗降人員は12,805人（乗車人員：6,528人、降車人員：6,277人）であり、千日前線の駅では14駅中11位（他地下鉄路線と接続しない駅では5位）。
各年度の特定日における利用状況は下表の通りである。なお1969・1995年度の記録についてはそれぞれ1970・1996年に行われた調査であるが、会計年度上表中に記載の年度となる。
| 年度               | 調査日   | 乗車人員 | 降車人員 | 乗降人員 | 出典          | 出典          |
| 年度               | 調査日   | 乗車人員 | 降車人員 | 乗降人員 | メトロ        | 大阪府        |
| ------------------ | -------- | -------- | -------- | -------- | ------------- | ------------- |
| 1969年（昭和44年） | 01月27日 | 3,010    | 3,150    | 6,160    |               | [ 大阪府 1 ]  |
| 1970年（昭和45年） | 11月06日 | 6,041    | 5,726    | 11,767   |               | [ 大阪府 2 ]  |
| 1972年（昭和47年） | 11月14日 | 7,103    | 6,693    | 13,796   |               | [ 大阪府 3 ]  |
| 1975年（昭和50年） | 11月07日 | 7,408    | 6,962    | 14,370   |               | [ 大阪府 4 ]  |
| 1977年（昭和52年） | 11月18日 | 7,699    | 7,251    | 14,950   |               | [ 大阪府 5 ]  |
| 1981年（昭和56年） | 11月10日 | 7,786    | 7,467    | 15,253   |               | [ 大阪府 6 ]  |
| 1985年（昭和60年） | 11月12日 | 6,666    | 6,558    | 13,224   |               | [ 大阪府 7 ]  |
| 1987年（昭和62年） | 11月10日 | 6,683    | 6,509    | 13,192   |               | [ 大阪府 8 ]  |
| 1990年（平成02年） | 11月06日 | 7,268    | 6,924    | 14,192   |               | [ 大阪府 9 ]  |
| 1995年（平成07年） | 02月15日 | 6,568    | 5,896    | 12,464   |               | [ 大阪府 10 ] |
| 1998年（平成10年） | 11月10日 | 6,318    | 6,003    | 12,321   |               | [ 大阪府 11 ] |
| 2007年（平成19年） | 11月13日 | 6,578    | 6,398    | 12,976   |               | [ 大阪府 12 ] |
| 2008年（平成20年） | 11月11日 | 6,772    | 6,480    | 13,252   |               | [ 大阪府 13 ] |
| 2009年（平成21年） | 11月10日 | 6,477    | 6,222    | 12,699   |               | [ 大阪府 14 ] |
| 2010年（平成22年） | 11月09日 | 6,356    | 6,204    | 12,560   |               | [ 大阪府 15 ] |
| 2011年（平成23年） | 11月08日 | 6,175    | 5,911    | 12,086   |               | [ 大阪府 16 ] |
| 2012年（平成24年） | 11月13日 | 6,239    | 5,988    | 12,227   |               | [ 大阪府 17 ] |
| 2013年（平成25年） | 11月19日 | 6,233    | 6,026    | 12,259   | [ メトロ 1 ]  | [ 大阪府 18 ] |
| 2014年（平成26年） | 11月11日 | 6,186    | 5,943    | 12,129   | [ メトロ 2 ]  | [ 大阪府 19 ] |
| 2015年（平成27年） | 11月17日 | 6,442    | 6,169    | 12,611   | [ メトロ 3 ]  | [ 大阪府 20 ] |
| 2016年（平成28年） | 11月08日 | 6,136    | 5,942    | 12,078   | [ メトロ 4 ]  | [ 大阪府 21 ] |
| 2017年（平成29年） | 11月14日 | 6,409    | 6,229    | 12,638   | [ メトロ 5 ]  | [ 大阪府 22 ] |
| 2018年（平成30年） | 11月13日 | 6,470    | 6,210    | 12,680   | [ メトロ 6 ]  | [ 大阪府 23 ] |
| 2019年（令和元年） | 11月12日 | 6,532    | 6,300    | 12,832   | [ メトロ 7 ]  | [ 大阪府 24 ] |
| 2020年（令和02年） | 11月10日 | 5,328    | 5,155    | 10,483   | [ メトロ 8 ]  | [ 大阪府 25 ] |
| 2021年（令和03年） | 11月16日 | 5,506    | 5,403    | 10,909   | [ メトロ 9 ]  | [ 大阪府 26 ] |
| 2022年（令和04年） | 11月15日 | 5,736    | 5,505    | 11,241   | [ メトロ 10 ] | [ 大阪府 27 ] |
| 2023年（令和05年） | 11月07日 | 5,942    | 5,768    | 11,710   | [ メトロ 11 ] | [ 大阪府 28 ] |
| 2024年（令和06年） | 11月12日 | 6,528    | 6,277    | 12,805   | [ メトロ 12 ] |               |

## 駅周辺
新深江交差点（千日前通と大阪内環状線との交点）とは、少し離れている。
- コクヨ 本社（4号出口と直結）
- ドギーマンハヤシ 本社
- ライフ 新深江店
- グリーンツダボクシングクラブ
- 公道会病院
- 国道308号

## バス路線
最寄停留所は内環状線上の「地下鉄新深江」となる。以下の路線が乗り入れ、大阪シティバスにより運行されている。
- 86号系統：上新庄駅前/布施駅前

## 隣の駅
大阪市高速電気軌道 (Osaka Metro)
 千日前線
今里駅 (S20) - 新深江駅 (S21) - 小路駅 (S22)
- ( ) 内は駅番号を示す。

### 記事本文

### 利用状況
1. ↑  路線別駅別乗降人員 - 大阪市高速電気軌道
2. ↑  大阪府統計年鑑 - 大阪府
3. ↑  大阪市統計書 - 大阪市

#### 大阪市高速電気軌道
1. ↑  路線別乗降人員 （2013年11月19日（火）交通調査） (PDF)
2. ↑  路線別乗降人員 （2014年11月11日（火）交通調査） (PDF)
3. ↑  路線別乗降人員 （2015年11月17日（火）交通調査） (PDF)
4. ↑  路線別乗降人員 （2016年11月8日（火）交通調査） (PDF)
5. ↑  路線別乗降人員 （2017年11月14日（火）交通調査） (PDF)
6. ↑  路線別乗降人員 （2018年11月13日（火）交通調査） (PDF)
7. ↑  路線別乗降人員 （2019年11月12日（火）交通調査） (PDF)
8. ↑  路線別乗降人員 （2020年11月10日（火）交通調査） (PDF)
9. ↑  路線別乗降人員 （2021年11月16日（火）交通調査） (PDF)
10. ↑  路線別乗降人員 （2022年11月15日（火）交通調査） (PDF)
11. ↑  路線別乗降人員 （2023年11月7日（火）交通調査） (PDF)
12. ↑  路線別乗降人員 （2024年11月12日（火）交通調査） (PDF)

#### 大阪府統計年鑑
1. ↑  大阪府統計年鑑（昭和45年） (PDF)
2. ↑  大阪府統計年鑑（昭和46年） (PDF)
3. ↑  大阪府統計年鑑（昭和48年） (PDF)
4. ↑  大阪府統計年鑑（昭和51年） (PDF)
5. ↑  大阪府統計年鑑（昭和53年） (PDF)
6. ↑  大阪府統計年鑑（昭和57年） (PDF)
7. ↑  大阪府統計年鑑（昭和61年） (PDF)
8. ↑  大阪府統計年鑑（昭和63年） (PDF)
9. ↑  大阪府統計年鑑（平成3年） (PDF)
10. ↑  大阪府統計年鑑（平成8年） (PDF)
11. ↑  大阪府統計年鑑（平成11年） (PDF)
12. ↑  大阪府統計年鑑（平成20年） (PDF)
13. ↑  大阪府統計年鑑（平成21年） (PDF)
14. ↑  大阪府統計年鑑（平成22年） (PDF)
15. ↑  大阪府統計年鑑（平成23年） (PDF)
16. ↑  大阪府統計年鑑（平成24年） (PDF)
17. ↑  大阪府統計年鑑（平成25年） (PDF)
18. ↑  大阪府統計年鑑（平成26年） (PDF)
19. ↑  大阪府統計年鑑（平成27年） (PDF)
20. ↑  大阪府統計年鑑（平成28年） (PDF)
21. ↑  大阪府統計年鑑（平成29年） (PDF)
22. ↑  大阪府統計年鑑（平成30年） (PDF)
23. ↑  大阪府統計年鑑（令和元年） (PDF)
24. ↑  大阪府統計年鑑（令和2年） (PDF)
25. ↑  大阪府統計年鑑（令和3年） (PDF)
26. ↑  大阪府統計年鑑（令和4年） (PDF)
27. ↑  大阪府統計年鑑（令和5年） (PDF)
28. ↑  大阪府統計年鑑（令和6年） (PDF)